# Кліми (Мазовецьке воєводство)
Кліми (пол. Klimy) — село в Польщі, у гміні Ольшанка Лосицького повіту Мазовецького воєводства.
Населення — 130 осіб (2011).
У 1975-1998 роках село належало до Білопідляського воєводства.

## Демографія
Демографічна структура станом на 31 березня 2011 року:
|          | Загалом | Допрацездатний вік | Працездатний вік | Постпрацездатний вік |
| -------- | ------- | ------------------ | ---------------- | -------------------- |
| Чоловіки | 72      | 13                 | 50               | 9                    |
| Жінки    | 58      | 14                 | 26               | 18                   |
| Разом    | 130     | 27                 | 76               | 27                   |